# Дансько-німецькі відносини
Дансько-німецькі відносини (нім. Deutsch-dänischen Beziehungen) — міжнародні відносини Данії і Німеччини. Їхня історія сягає перших контактів данів із германцями (саксами) на півдні Ютландського півострова. Протягом середньовіччя і раннього модерну Данське королівство було добрим сусідом Священної Римської імперії, підтримувало стосунки із численними державними утвореннями Північної Німеччини. У ХІІІ ст. данці спільно із німцями брали участь у Північних хрестових походах до Східної Балтики та колонізації Лівонії. Від 1448 року данську монархію очолювали представники німецького Ольденбурзького дому. У XVI ст. під впливом Реформації у Німеччині Данія перейшла з католицтва у лютеранство. У XVIII — XIX ст. між Данією і Священною Римською імперією існувала територіальна суперечка щодо приналежності герцогств Шлезвіга і Гольштейна, які входили до складу Данської корони, але формально вважалися частиною імперії. Це спричинило першу (1848—1851) і другу (1864) Шлезвігські війни, в результаті яких данці були змушені віддати Шлезвіг і Гольштейн німецьким державам Пруссії й Австрії. Після поразки Німецької імперії в Першій Світовій війні на території Шлезвігу було проведено плебісцит, за підсумками якого Північний Шлезвіг повернувся до складу Данії (1920). Під час Другої Світової війни данці дотримувалися політики нейтралітету. Проте Нацистська Німеччина напала на Данську державу і окупувала її (1940). Після відновлення данської незалежності (1945) данський уряд повернув довоєнний кордон, але відмовився від територіальних претензій до Німеччини (на яких наполягали союзники). Данія відновила відносини із Федеративною Республікою Німеччина (1949). Обидві країни стали членами НАТО (Данія — з 1949, Німеччина — з 1955) і ЄС (Німеччина — з 1957, Данія — з 1973).

## Історія

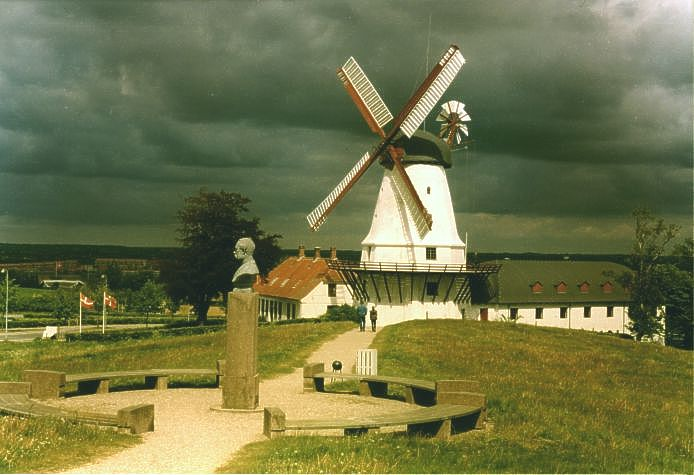
Дюббельський млин, символ Шлезвізьких воєн ХІХ ст.

- 1618–1648: Тридцятирічна війна (Данія проти Імперії)
- 1672–1674: Третя англійсько-голландська війна (Данія проти Мюнстера)
- 1700–1720: Велика Північна війна (Данія проти Гольштейну)
- 1798–1802: Війна другої коаліції (Данія проти Імперії)
- 1800–1814: Наполеонівські війни (Данія як союзник Франції проти Австрії й Пруссії)
- 1848—1850: Дансько-німецька війна (І Шлезвізька)
- 1864: Дансько-німецька війна (ІІ Шлезвізька)

- Після поразки Німеччини у Першій Світовій війні країна уклала Версальський договір від 28 червня 1919 року, який вимагав провести на території Шлезвігу плебісцит населення про приналежність до Данії. 10 лютого і 14 березня 1920 року, під наглядом спостерігачів від країн Антанти, відбулося два плебісцити у Північному і Центральному Шлезвігу. Населення північних областей проголосували за приєднання до Данії (74.9 %, 75.431 особа), а центральних — за залишення у Німеччині  (80.2 %, 51,742 особи). 15 червня того ж року Північний Шлезвіг (Апенрадський, Гадерслебенський, Зондебурзький повіти) увійшов до складу Данії й отримав назву Південна Ютландія. 1921 року було визначено новий дансько-німецький кордон[1].

- 1939—1940: Друга світова війна
  - 1939—1940: Дивна війна
  - 1940: Операція «Везерюбунг»
  - 1940–1945: німецька окупація Данії